# Конференція ООН зі сталого розвитку Ріо+20
22°54′35″ пд. ш. 43°10′35″ зх. д. / 22.9098° пд. ш. 43.1763° зх. д.
У 2012 році Організація Об'єднаних Націй організувала Конференцію з питань сталого розвитку, також відому під назвою «Ріо-2012» або «Ріо +20», яка пройшла в Ріо-де-Жанейро (Бразилія). Цього року конференція відзначила 20-річчя свого існування. Перша в історії Конференція ООН з довкілля і розвитку — Саміт Землі — проходила також у Ріо-де-Жанейро в 1992 році. Захід організовано Департаментом ООН з економічних і соціальних питань.
Рішення про місце проведення конференції 2012 року було прийнято на підставі резолюції Генеральної Асамблеї ООН A/RES/64/236 від 24 грудня 2009 року. Саміт Ріо-2012 відбувся 20—22 червня 2012 року.

## Історія
Ріо +20 — важлива віха в ряду великих конференцій ООН, центральною з яких став Саміт Землі — Конференція ООН з довкілля і розвитку 1992 року, поставила питання сталого розвитку на перше місце в порядку денному Організації Об'єднаних Націй та міжнародного співтовариства.
- Конференція Організації Об'єднаних Націй з проблем довкілляа, Стокгольм, Швеція, червень 1972 року[2].
  - Декларація Конференції ООН з проблем довкілля[3]
  - План дій з проблем довкілля[4]
- Наше спільне майбутнє: Доповідь Міжнародної комісії з довкілля і розвитку, червень 1987 року[5]
- Конференція ООН з довкілля і розвитку, Ріо-де-Жанейро, червень 1992 року
  - Декларація Ріо-де-Жанейро з довкілля і розвитку[6]
  - Порядок денний 21[7]
    - Комісія зі сталого розвитку, Нью-Йорк, лютий 1993 року[8][9][10]
    - Програма дій з подальшого здійснення Порядку денного 21, 19 спеціальній сесії Генеральної Асамблеї, Нью-Йорк, 28 червня 1997 року[11]

  - Конвенція Ріо-де-Жанейро про біологічне різноманіття, 5 червня 1992 року[12]
  - Рамкова конвенція ООН про зміну клімату, Ріо-де-Жанейро, 1992 року[13][14]
- Глобальна конференція зі сталого розвитку малих острівних держав, що розвиваються, Бриджтаун, Барбадос, квітень-травень 1994 року[15]
  - Барбадоська декларація і Програма дій[16]
  - SIDSnet: Мережа малих острівних держав, що розвиваються[17]
- Конвенція Організації Об'єднаних Націй по боротьбі з опустелюванням, Париж, Франція, червень 1994 року[18][19]
- 5371 Всесвітня зустріч на вищому рівні в інтересах соціального розвитку, Копенгаген, Данія, березень 1995 року[20]
  - Копенгагенська декларація про соціальний розвиток[21]
  - Програма дій Всесвітньої зустрічі на вищому рівні в інтересах соціального розвитку[22]
- Четверта Всесвітня конференція зі становища жінок, Пекін, Китай, вересень 1995 року[23]
  - Пекінська декларація і програма дій[24]
- Хабітат II — Конференція Організації Об'єднаних Націй з населених пунктів[25]
  - Стамбульська декларація з населених пунктів[26]
  - Порядок денний[27]
- Всесвітній саміт зі сталого розвитку, Йоганнесбург, Південна Африка, серпень — вересні 2002 року[28]
  - Йоганнесбурзька декларація зі сталого розвитку[29]
  - Йоганнесбурзький план виконання рішень[30]

## Цілі
Конференція має на меті 3 основних цілі.
1. Підтримка прихильності сталого розвитку на політичному рівні.
2. Оцінка успіхів і виправлення недоліків при виконанні взятих на себе зобов'язань.
3. Розгляд нових і невідкладних проблем, що виникають.

## Теми конференції
На конференції були підняті 2 теми, погоджені країнами-учасницями:
1. Зелена економіка в контексті сталого розвитку та подолання бідності.
2. Інституційні рамки сталого розвитку.

## Календар зустрічей

### Перший підготовчий комітет
Зібрався 16—18 травня 2010 року, відразу ж після завершення вісімнадцятої сесії і першого засідання дев'ятнадцятої сесії Комісії.

### Перша міжсесійна зустріч
Проведена 10—11 січня 2011 року в штаб-квартирі ООН в Нью-Йорку. Міжсесійне засідання було присвячено обговоренню цілей конференції та двох її основних тем. Міжсесійне засідання — не плутати з переговорною сесією — являло собою панельні дискусії наукових кіл, неурядових організацій, а також делегатів та представників ООН.

### Другий підготовчий комітет
Зібрався 7—8 березня 2011 року в штаб-квартирі ООН в Нью-Йорку, відразу ж після Міжурядової наради з політики 19-ї сесії Комісії зі сталого розвитку.

### Друга міжсесійна зустріч
Відбулася 5—16 грудня 2011 року в штаб-квартирі ООН в Нью-Йорку.

### Третя міжсесійна зустріч
Відбулася 5—7 березня 2012 року в штаб-квартирі ООН в Нью-Йорку.

### Конференція ООН зі сталого розвитку
Третій підготовчий комітет з питань сталого розвитку почав свою роботу 13 червня 2012 року в Ріо-де-Жанейро і завершив її 15 червня 2012 року, в день відкриття конференції ООН зі сталого розвитку. Переговори пройдуть 20—22 червня 2012 року в Ріо-де-Жанейро. Очікується, що в конференції візьмуть участь 50000 осіб, включаючи делегатів, екологічних активістів, бізнесменів та представників корінного населення. Крім того, в останні дні саміту його відвідають близько 130 глав держав з усього світу.

## Спірні моменти

### Іран
З приводу участі Ірану в конференції «Ріо +20» виникли запеклі дискусії. Іран посилає на конференцію делегацію на чолі з президентом Ахмадінежадом. Дискусії з приводу участі Ірану виникли через те, що у ІРІ є серйозні екологічні проблеми, які країна не поспішає вирішувати. Крім того, Іран продовжує порушувати права людини і відмовляється від співпраці з МАГАТЕ по своїй ядерній програмі, хоча далеко не всі ці питання мають відношення до порядку дня Ріо-2012. Багато хто вважає, що Ахмадінежад планує використовувати майданчик конференції для політичної пропаганди, хоча заперечувати, що саміт надає такий майданчик, було б наївним.
Швидка індустріалізація Ірану привела до сильного забруднення повітря в Тегерані та інших великих містах. Ще одна проблема ІРІ — зростання споживання енергії. Іран — одна з найбільш енергомістких країн світу, що пов'язано з відсутністю розвиненої інфраструктури, державних субсидій на енергоносії, а також з неефективним споживанням. Повітря забруднене настільки, що Міністерство охорони здоров'я Ірану повідомило про збільшення на 19 % звернень до швидкої допомоги людей зі скаргами на утруднення дихання. Здавалося б, ці проблеми говорять на користь участі Ірану в саміті.
Міністр охорони здоров'я Ірану Марзіє Вахіді Дастджерді заявив, що сьогодні у великих містах країни немає альтернативи вирішення екологічних проблем, крім закриття шкіл та інших організацій. Щонайменше 3600 людей загинуло від забруднення повітря в Тегерані в перші 9 місяців 2010 року.
На відміну від міністра охорони здоров'я уряд Ірану, якому належить велика частка в автомобільній промисловості, продовжує сприяти підвищенню рівня продажів автомобілів, у тому числі і в Тегерані, де вже налічується 3,5 млн машин. Від продажу автомобілів виграють іноземні держави, оскільки в Ірані немає власного автопрома.
Ядерна програма Ірану також стала причиною серйозних проблем з довкіллям: з водними ресурсами, флорою і фауною. Крім того, місце розташування деяких ядерних об'єктів викликає занепокоєння. Так, Бушерська АС розташована в сейсмічно небезпечній зоні. Вона знаходиться на стику трьох плит (Арабської, Африканської та Євразійської), і експерти вважають, що у разі землетрусу пошкодження конструкцій станції будуть такі сильні, що викличуть аварію, що за масштабами дорівнює Чорнобилю. Геолог з Кувейту Джасем аль-Аваді попередив, що виток радіації може завдати серйозної шкоди країнам Перської затоки, а особливо Кувейту, який знаходиться всього за 276 км від Бушера. З іншого боку, те ж саме можна сказати і про ядерні програми інших країн, включаючи США. За матеріалами Вікіпедії, 8 атомних електростанцій США знаходяться в сейсмічно активних районах, і всі ядерні реактори чинять негативний вплив на довкілля. Заперечення проти ядерної програми Ірану переважно носять не екологічний, а політичний характер: чи доцільно Ірану мати програму з розвитку ядерної енергетики, якщо вона призведе до створення ядерної бомби.

## Ресурси Інтернета
- United Nations Conference on Sustainable Development
- Our Common Future: Report of the World Commission on Environment and Development
  - Videos, photos and informations about the Summit in Brazil
  - Rio +20 Portal. Building the Peoples Summit [Архівовано 30 червня 2017 у Wayback Machine.]
- 202012/Rio_abstract.html Rio + 20: An Endangered Species?[недоступне посилання з липня 2019], March / April 2012 journal Environment